# BMI British Midland

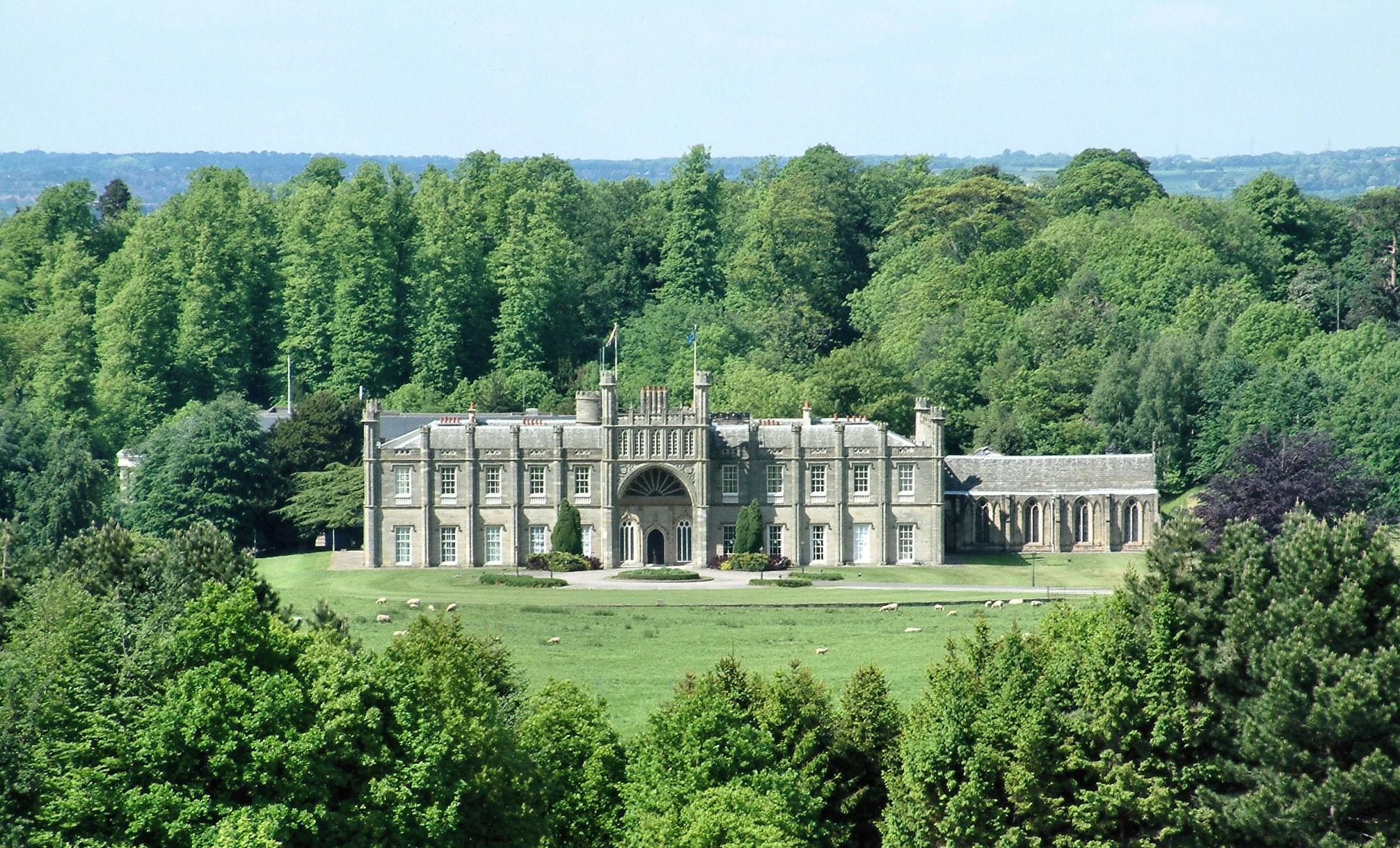
Donington Hall - Het hoofdkantoor van BMI

British Midland is een voormalige Britse luchtvaartmaatschappij met haar thuisbasis in Nottingham.

## Geschiedenis
BMI British Midland werd opgericht in 1949 als Derby Aviation door Air Schools. In 1959 werd de naam gewijzigd in Derby Airways en in 1964 in British Midland Airways. Na 1987 namen SAS en Lufthansa een belang in de maatschappij en in 2000 ging de maatschappij deelnemen aan de Star Alliance luchtvaartgroep. Lufthansa had tot in 2012 de aandelen van BMI in handen. In 2012 werd de maatschappij voor 210,9 miljoen euro verkocht aan de International Airlines Group (IAG), de holding van British Airways. Eind oktober 2012 bij de start van de winterdienstregeling werd BMI geïntegreerd in British Airways, en verdween de merknaam BMI.
Twee dochterbedrijven, Bmibaby en BMI Regional, werden ook overgenomen, maar IAG had niet de intentie deze te behouden. BMI Regional werd in mei 2012 verkocht aan Sector Aviation Holdings en bood de diensten aan onder de merknaam "flybmi". Op 16 februari 2019 ging deze maatschappij failliet. BMIbaby staakte in september 2012 haar diensten.